# Cosmopolitan (magazin)
A Cosmopolitan (ejtsd: kozmopoliten) egy  nőknek szóló nemzetközi divatmagazin. Cosmo (ejtsd: kozmó) néven is ismerik. Először 1886-ban jelent meg az Amerikai Egyesült Államokban mint családi magazin, később átalakult irodalmi magazinná, és végül az 1960-as évek végén női magazin lett belőle. 2011-ben a cikkei témájukat tekintve  női kérdésekkel foglalkoztak: kapcsolatok, szex, egészség, karrier, önfejlesztés, hírességek, divat és szépség.
A magazint a Hearst Magazines publikálja. 64 nemzetközi kiadása létezik, 35 nyelven jelenik meg és több mint 110 országban terjesztik. Magyar főszerkesztője 2009-ig Szabó Patrícia, onnantól Sabján Johanna volt 2020-as távozásáig, egy alkalomra 2022 szeptemberében pedig Kajdi Csaba.

## Célközönsége
A Cosmopolitan célközönsége a fiatal, 18 és 39 év közötti aktív városi nők, középfokú vagy magasabb iskolai végzettséggel.

## Története
A Cosmopolitan családi magazinként indult, 1886-ban alapította A Cosmopolitan néven a New York-i Schlicht & Field.
Paul Schlicht elmondta az olvasóinak, hogy az ő publikációja „elsőosztályú családi magazin”, hozzátéve, „Lesz egy rész, ami kifejezetten a női témákkal foglalkozik, úgy mint divat, lakberendezés, főzés, valamint a gyermekek gondozása és nevelése stb. Van egy részleg a család fiatalabb olvasói részére is.”
A Cosmopolitan forgalma elérte a  25 000-et ebben az évben, de 1888 novemberére  Schlicht & Field már nem volt benne az üzletben. John Brisben Walker szerezte meg a magazint 1889-ben. Ugyanabban az évben, elküldte Elizabeth Bislandot egy világ körüli versenyre Nellie Bly ellen, hogy felhívja a figyelmet a magazinjára.
John Brisben tulajdonjoga alatt E. D. Walker, aki korábban a Harper's Monthly-t írta, új szerkesztőként színes illusztrációkat, sorozatokat és könyvismertetőket vezetett be. Piacvezető szépirodalommá vált, olyan szerzők közreműködésével, mint Annie Besant, Ambrose Bierce, Theodore Dreiser, Rudyard Kipling, Jack London, Willa Cather, és Edith Wharton. A magazin forgalma 1892-re elérte a 75 000-et .
1897-ben H. G. Wellstől a Világok harca jelent meg folytatásokban, csakúgy, mint Az első férfiak a Holdon (1900). Olive Schreiner a búr háborúról adott le hosszabb cikket.
1905-ben William Randolph Hearst megvásárolta a magazint 400 000 amerikai dollárért (ez 2015-ben 10 499 000 USD-nek felelt meg) és magával hozott egy Charles Edward Russell nevű újságírót, aki hozzájárult egy sor tényfeltáró cikkhez, mint például A kasztok növekedése Amerikában (1907. március), A köztársaság torkánál (1907. december–1908. március), a Mit fog tenni vele? (1910. július–1911. január), és a Colorado – Új trükkök egy régi játékban (1910. december) címűt.
További  munkatársak ebben az időben: O. Henry, A. J. Cronin, Alfred Henry Lewis, Bruno Lessing, Sinclair Lewis, David Graham Phillips, George Bernard Shaw, Upton Sinclair, és Ida Tarbell.
A Cosmopolitan magazin 1925–1952 között úgy volt ismert mint Hearst's International Combined with Cosmopolitan. 1911-ben Hearst megvásárolt egy közepes havilapot, amit World To-Day-nek hívtak és 1912 áprilisában átnevezte Hearst's Magazin-re. 1914 júniusában lerövidítette Hearst's-ra és végül 1922 májusában Hearst's International lett a neve. Annak érdekében, hogy megkíméljék a súlyos megszorításoktól a San Simeonnál, a magazin beolvadt a Hearst's International Cosmopolitan-be. De míg a Cosmopolitan cím betűmérete a borítón maradt 84 pontos, idővel a Hearst's International  betűmérete lecsökkent harminchat pontra, majd egy alig olvasható tizenkét pontra. Hearst 1951-es halála után, 1952 áprilisára a Hearst's International felirat eltűnt a magazin címlapjáról.
A magazin az 1950-es években elkezdett kevesebb szépprózát futtatni. Forgalma tovább csökkent egy évtizedig, amíg Helen Gurley Brown lett a főszerkesztője 1965-ben és át nem alakították a magazint. Ekkor New Cosmopolitan lett a neve és újraértelmezték mint a modern szingli dolgozó nők magazinját. 1967-ben a magazin visszanyerte a Cosmopolitan nevet. A lap végül elfogadta a címlapformátumot, amely egy általában egy fiatal női modell, jellemzően mélyen kivágott ruhában vagy bikiniben. A magazin megkülönböztette magát azáltal is a többi hasonló laptól, hogy őszintén beszélt a szexről és arról, hogy a nők is élvezhetik a szexet bűntudat nélkül. Az első számban Helen Gurley Brown publikált egy cikket az új születésszabályozó tablettáról.

## Vita
A magazin 1972 áprilisában leközölt egy majdnem meztelen középső oldalt Burt Reynolds színészről, ami nagy vitát okozott és nagy érdeklődést keltett a lap iránt.
Egy 1988-as cikkben a Cosmopolitan azzal foglalkozott, hogy a nőknek alig van okuk a AIDS-fertőzés miatt aggódni. Később a legjobb orvosi kutatások ennek ellenkezőjét igazolták. A cikk azt állította, hogy a védekezés nélküli szex egy HIV-pozitív férfival nem növeli a nőknél a fertőzés kockázatát, és ezt követően kimondta, hogy „a legtöbb heteroszexuális nincsen veszélyben”, és hogy lehetetlen továbbadni a HIV-vírust  a misszionárius pozícióban. Ez a cikk feldühített sok hozzáértő embert, köztük AIDS- és a melegjogi aktivistákat.
Habár a magazin felnőtt nőknek szól, a Cosmopolitant azzal vádolták, hogy alattomosan a gyermekeket célozza meg. A korábbi modell, Nicole Weider támadta a magazint többek között a szleng használatáért, „amelyet a fiatalok, nem a felnőttek használnak”, valamint mert a magazin a kiskorú lányok érdeklődésének felkeltése érdekében céltudatosan használja az (akkor) kiskorú hírességeket, mint például Dakota Fanning és Selena Gomez, valamint más – a tizenévesek körében kedvelt – hírességeket, mint például Ashley Greene és Demi Lovato. Victoria Hearst, William Randolph Hearst (a Cosmopolitan anyavállalatának alapítója) unokája, és nővére, Patty Hearst támogatta őt egy kampányban, melynek célja, hogy a Cosmopolitant minősítsék károsnak a „Kiskorúakra Káros Tartalom” törvény iránymutatásai alapján. Hearst szerint, „a magazin egy olyan életmódot támogat, amely veszélyes lehet a nők érzelmi és fizikai jólétére. Soha nem szabadna értékesíteni 18 éven aluliak számára.”
A magazin, és különösen a címlapja, egyre inkább pornográf hangvételűvé vált és a modellek mindent felfedő ruhákat viseltek. A Kroger, ami a legnagyobb élelmiszerbolt lánc az Egyesült Államokban, eltakarta a Cosmopolitant a pénztárnál, mert a vásárlók panaszkodtak a szexuális tartalmú címoldalra.

## Nemzetközi változatai
A Cosmopolitan első kiadása az Egyesült Királyságban 1972-ben indult, ez volt az első Cosmopolitan magazin, ami egy másik országban jelent meg.  Közismert volt szexuális nyitottságáról, erős szexuális nyelvezetéről, a meztelen férfiakról és az olyan témákról mint például a nemi erőszak.
A Cosmopolitannek 64 nemzetközi kiadása létezik világszerte, 35 nyelven adják ki,  s azzal, hogy több mint 100 országban terjesztik a világon. Ez a legnagyobb példányszámban eladott, fiatal nőknek szóló magazin a világon. Néhány nemzetközi kiadást a helyi piacokon jól bevezetett kiadókkal közreműködve névhasználati engedélyek alkalmazásával vagy közös vállalatként adják ki.
2020 júniusától megszűnt a nyomtatott magyar nyelvű kiadás. A helyét a 2021 októberében megújult online felület vette át, aminek vezetőszerkesztője Somogyi-Tóth Beáta.

## Cosmopolitan Man
1978 áprilisában a Cosmopolitan Man egyetlen kiadása próbaként jelent meg a férfiaknak. A borítón Jack Nicholson és Aurore Clément szerepelt. A női Cosmopolitan kiegészítéseként adták ki, 1989-ben kétszer. Hearst felhagyott ezzel a projekttel, miután felvásárolta az Esquire magazint.

## CosmoGIRL!
1999-ben indult a CosmoGIRL!, egy spinoff magazin, mely a nemzetközi olvasóközönségnek szólt és a tizenéves korosztályt célozta meg. 2008 decemberéig működött.

## Cosmopolitan Productions
Hearst filmvállalatot is alapított, a Cosmopolitan Productions-t (más néven Cosmopolitan Pictures), abból a célból, hogy a folyóiratban megjelent történetekből filmek készüljenek. A cég székhelye 1918–1923 között New Yorkban volt, majd 1938-ig Hollywoodban.

## Cosmopolitan Televízió
A Cosmopolitan Televízió egy  televíziós hálózatmárka, ami a fiatal nőket célozza meg nekik szóló tévésorozatokkal, filmekkel, életmódsorozatokkal és még többel. A hálózat nevének licence a Hearst Corporation Cosmopolitan elnevezésű magazinjához kötődik. A Cosmopolitan Televízió három helyi kábeltévét és  világszerte műholdas csatornákat foglal magában:
- Cosmopolitan TV (Kanada)
- Cosmopolitan TV (Latin-Amerika)
- Cosmopolitan TV (Spanyolország)

Cosmopolitan Televízió  2008. február 14-én indult, együttműködésben a Corus Entertainment-tel.